# Malaville
Malaville foi uma comuna francesa na região administrativa da Nova Aquitânia, no departamento de Charente. Estendia-se por uma área de 12,82 km². Em 2010 a comuna tinha 1 349 habitantes (densidade: 105,2 hab./km²).
Em 1 de janeiro de 2017, passou a formar parte da nova comuna de Bellevigne.